# Isaloides
Isaloides es un género de arañas cangrejo de la familia Thomisidae.

## Especies
- Isaloides echinatus (Banks, 1914)
- Isaloides putus (O. Pickard-Cambridge, 1891)
- Isaloides toussainti Banks, 1903
- Isaloides yollotl Jiménez, 1992